# Самба Тенгелла
Самба Тенгелла (д/н — 1539) — 3-й сатігі (володар) імперії Фута-Торо в 1538—1539 роках.

## Життєпис
Походив з роду народу фульбе Ба. Син Тенгелли, манси (володаря) Великого Пулло, та Нани Кейти з народу малінке. У 1538 році після загибелі брата Лабби обирається новим володарем держави.
Продовжив війну проти імперії Волоф. Разом з тим мусив протистояти нападам берберських племен. У 1539 році зазнав поразки з волофськими військами й загинув. Трон перейшов до його небожа Гелааджо Бамбі.